# Трилесино (Быховский район)
Трилесино (бел. Трылесіна) — деревня в составе Смолицкого сельсовета Быховского района Могилёвской области Республики Беларусь.

## История
В 1671 году упоминается как деревня Трилесин, центр имения Трилесье-Залесье в составе Осовецкого войтовства Могилевской волости в Оршанском повете ВКЛ.
В 1865 году в составе Потеряевской волости Быховского уезда Могилевской губернии.

## Население
- 2010 год — 119 человек
- 2019 год — 85 человек